# F1 TV
F1 TV es un canal de streaming dedicado principalmente a la emisión de la Fórmula 1, pero también se pueden ver otras competiciones como la Fórmula 2, la Fórmula 3, la F1 Academy y la Porsche Supercup.

## Historia
El 27 de febrero de 2018, los propietarios de los derechos de la Fórmula 1, habían informado que a partir temporada de 2018, se crearía el canal de streaming 'F1 TV', un servicio de suscripción para seguir en directo los grandes premios.
Entre las herramientas disponibles que se anunciaron están onboards y multicámara entre pilotos a elección del usuario, mensajes de radio, comentarios en 4 idiomas (español, alemán, francés e inglés), información técnica de la carrera, entre otros.
(Carreras en directo solo en América)

## Programas
| Nombre                       | Ref.  |
| ---------------------------- | ----- |
| Weekend Warm-Up              | [ 2 ] |
| Tech Talk                    | [ 2 ] |
| El Análisis de Jolyon Palmer | [ 2 ] |
| Weekend Debrief              | [ 2 ] |

## Disponibilidad
F1 TV se encuentra disponible en aplicaciones de descarga como App Store, Google Play, Amazon Appstore, Roku y Chromecast.
F1 TV aparecerá en muchos mercados, entre ellos Alemania, Francia, Estados Unidos, México, Bélgica, Austria, Hungría y gran parte de Latinoamérica. Mercados como el de España no están disponibles.